# Pierre Vial
Pierre Vial, född 25 december 1942, är en fransk historiker och högerextrem politisk aktivist. 1994 grundade han den identitära organisationen Terre et Peuple.

## Biografi

### Politisk karriär
På 1960-talet var han medlem i Dominique Venners Mouvement nationaliste du progrès. 1969 var han med och grundade GRECE. Han var ordförande för dess första historiska kommission, som arbetade under temat "Ett exempel på överföring av ett visst samhälle: Den katolska kyrkan".
1975 var han medgrundare av Europe-Jeunesse, och året efter förlaget éditions Copernic, som han blev chef för.
1978 skrev han, Alain de Benoist och Bruno Tellenne utkastet till Michel Poniatowskis bok L'avenir n'est écrit nulle part.
Sommaren 1979 organiserade han serment de Delphes, Delfi-eden, som del i en "pilgrimsfärd till källorna" för den "eurpeiska civilisationen" i Grekland, som samlade ett 30-tal nya högern-sympatisörer.
Han var generalsekreterare för GRECE från 1978 till 1984 (han ersattes det året av Jean-Claude Cariou), men är inte längre medlem, eftersom hans ståndpunkter om människoraser är i konflikt med Alain de Benoists idéer.
Han gick med i Front National 1988, blev medlem i dess vetenskapsråd 1989 och valdes in i kommunfullmäktige i Villeurbanne och regionalfullmäktige i Rhône-Alpes för partiet. Han var under en tid vice ordförande i kulturkommissionen i Rhône-Alpes regionalfullmäktige. Han tillhörde stödkommittén för tidskriften Identité.
Han är medlem i Association des amis de Saint-Loup och medverkade i antologin Rencontres avec Saint-Loup (1991). Han räknas som den främsta företrädaren för den "nyhedniska trend" som Saint-Loup (Marc Augier) representerade. Han har varit redaktör för publikationen La Grande Bourgogne.
1998 tog Pierre Vial ställning för Bruno Mégret i splittringen från Front National. Han gick med i MNR och kandiderade i Europaparlamentsvalet 1999 men lämnade partiet 2001. 2003 ställde han upp i lokalvalet i Villeurbanne med stöd från Front National, och bidrog till att skapa, på nationell och internationell nivå, ett antal organisationer med mål att "försvara den vita rasen", i Frankrike exempelvis organisationen Conseil représentatif des associations blanches.
Han är ordförande för föreningen Terre et Peuple som han grundade 1994 och är aktiv i Frankrike och Europe med att sammanföra hedendom och vit makt-identitetspolitik.
I juni 2006 deltog han vid en "internationell konferens för de vita folkens framtid" i Moskva, som samlade organisationer som står nära Terre et Peuple och gav upphov till undertecknandet av en "Moskvadeklaration".
Sedan 2009 har Vial ingått i ledningen för Nouvelle droite populaire, en nationalistisk och identitär rörelse bildad kring Robert Spieler, ledamot av Frankrikes nationalförsamling 1986-1988. Vial är en av ledarna för Union de la droite nationale. Han medverkar regelbundet vid nationalistiska och identitära evenemang som arrangeras av tidskriften Synthèse nationale.
Pierre Vial skriver också regelbundet krönikor i veckotidningen Rivarol under titeln Le Devoir d'Histoire de Pierre Vial, där han gör betraktelser över historiska händelser.

### Akademisk karriär
Han är doktor i historia och disputerade på avhandlingen Les Survivances du paganisme dans le christianisme médiéval en Occident de 655 à la fin du IXe siècle.
Från 1970 till 2004 var han maître de conférences (motsvarande docent) i medeltidshistoria vid Université Jean-Moulin-Lyon-III, där han var knuten till institutionen för indoeuropéiska studier.